# Persone di nome Shannon
| Questa pagina contiene informazioni ricavate automaticamente dalle voci biografiche con l'ausilio del template Bio e di un bot. L'aggiornamento è periodico e automatico e ricostruisce completamente la pagina. Se manca una persona in questa lista, sei pregato di non aggiungerla, ma accertati piuttosto che la sua voce biografica contenga il template Bio e che i dati anagrafici siano correttamente compilati. Se il template Bio manca, inseriscilo tu stesso o, in alternativa, metti l'avviso {{tmp\|Bio}} che ne segnala la mancanza. Se i dati riportati sono sbagliati, correggi direttamente la voce biografica; le modifiche saranno visibili in questa lista entro pochi giorni. Per chiarimenti vedi il progetto antroponimi. La lista contiene solo le 68 persone che sono citate nell'enciclopedia e per le quali è stato implementato correttamente il template Bio. Pagina aggiornata al 22 giu 2025. |

Questa è una lista di persone presenti nell'enciclopedia che hanno il nome Shannon, suddivise per attività principale.

## Astronaute(2)
- Shannon Lucid, ex astronauta e biochimica statunitense (Shanghai, n. 1943)
- Shannon Walker, astronauta e fisica statunitense (Houston, n. 1965)

## Attori(2)
- Shannon Kook, attore sudafricano (Johannesburg, n. 1987)
- Shane West, attore statunitense (Baton Rouge, n. 1978)

## Attrici(11)
- Shannon Cochran, attrice statunitense (Greensboro, n. 1958)
- Shannon Day, attrice statunitense (New York, n. 1896 - New York, † 1977)
- Shannon Elizabeth, attrice statunitense (Houston, n. 1973)
- Shannon Kane, attrice statunitense (n. 1985)
- Shannon Lucio, attrice statunitense (Denver, n. 1980)
- Shay Mitchell, attrice e modella canadese (Mississauga, n. 1987)
- Shannon Purser, attrice statunitense (Atlanta, n. 1997)
- Shannon Tweed, attrice, modella e produttrice cinematografica canadese (Saint John's, n. 1957)
- Shannon Whirry, attrice statunitense (Green Lake, n. 1964)
- Shannon Wilcox, attrice statunitense (Ohio, n. 1943 - Los Angeles, † 2023)
- Shannon Woodward, attrice statunitense (Phoenix, n. 1984)

## Attrici pornografiche(1)
- Savannah, attrice pornografica statunitense (Laguna Beach, n. 1970 - Burbank, † 1994)

## Avvocate(1)
- Shannon Liss-Riordan, avvocato statunitense (n. 1969)

## Batteristi(4)
- Shannon Forrest, batterista e percussionista statunitense (Easley, n. 1973)
- Shannon Larkin, batterista statunitense (Chicago, n. 1967)
- Shannon Leto, batterista, attore e fotografo statunitense (Bossier City, n. 1970)
- Shannon Lucas, batterista statunitense (n. 1984)

## Calciatori(3)
- Shannon Cole, ex calciatore australiano (Sydney, n. 1984)
- Shannon Gomez, calciatore trinidadiano (Chaguanas, n. 1996)
- Shannon Phillip, calciatore grenadino (n. 1988)

## Calciatrici(3)
- Shannon Boxx, ex calciatrice statunitense (Fontana, n. 1977)
- Shannon Lynn, calciatrice scozzese (Brampton, n. 1985)
- Shannon MacMillan, ex calciatrice statunitense (Syosset, n. 1974)

## Canottiere(1)
- Shannon Crawford, ex canottiera canadese (n. 1963)

## Cantanti(3)
- Shannon Bex, cantante e ballerina statunitense (Bend, n. 1980)
- Shannon, cantante statunitense (Washington, n. 1958)
- Shannon Noll, cantante australiano (Orange, n. 1975)

## Cantautrici(2)
- Shannon McNally, cantautrice statunitense (Hempstead, n. 1973)
- Shannon Wright, cantautrice statunitense (Jacksonville)

## Cestiste(2)
- Shannon Bobbitt, ex cestista statunitense (New York, n. 1985)
- Shannon Johnson, ex cestista e allenatrice di pallacanestro statunitense (Hartsville, n. 1974)

## Cestisti(5)
- Shannon Bogues, cestista statunitense (Baltimora, n. 1997)
- Shannon Brown, ex cestista statunitense (Maywood, n. 1985)
- Shannon Evans, cestista statunitense (Suffolk, n. 1994)
- Shannon Scott, cestista statunitense (Alpharetta, n. 1992)
- Shannon Shorter, cestista statunitense (Houston, n. 1989)

## Chitarristi(1)
- Shannon Hamm, chitarrista statunitense (Texas, n. 1967)

## Ginnaste(1)
- Shannon Miller, ex ginnasta statunitense (Rolla, n. 1977)

## Giocatori di football americano(2)
- Beanie Bishop, giocatore di football americano statunitense (Louisville, n. 1999)
- Shannon Sharpe, ex giocatore di football americano statunitense (Chicago, n. 1968)

## Giocatrici di curling(1)
- Shannon Kleibrink, giocatrice di curling canadese (Norquay, n. 1968)

## Giornaliste(1)
- Shannon Bream, giornalista e avvocato statunitense (n. 1970)

## Hockeiste su ghiaccio(1)
- Shannon Szabados, hockeista su ghiaccio canadese (Edmonton, n. 1986)

## Mezzofondiste(1)
- Shannon Rowbury, mezzofondista statunitense (San Francisco, n. 1984)

## Modelle(1)
- Shannon Marketic, modella statunitense (Phoenix, n. 1971)

## Nuotatrici(3)
- Shannon Shakespeare, ex nuotatrice canadese (Mission, n. 1977)
- Shannon Smith, ex nuotatrice canadese (Vancouver, n. 1961)
- Shannon Vreeland, ex nuotatrice statunitense (Saint Louis, n. 1991)

## Pallavoliste(4)
- Shannon Dugan, pallavolista statunitense (Gardnerville, n. 1993)
- Shannon Hawari, ex pallavolista statunitense (Dallas, n. 1989)
- Shannon Scully, pallavolista statunitense (n. 1999)
- Shannon Torregrosa, pallavolista statunitense (San Diego, n. 1981)

## Produttrici televisive(1)
- Shannon Lee, produttrice televisiva statunitense (Santa Monica, n. 1969)

## Pugili(1)
- Shannon Briggs, pugile, ex kickboxer e attore statunitense (New York, n. 1971)

## Registe(1)
- Shannon Murphy, regista australiana

## Rugbiste a 15(1)
- Shannon Parry, rugbista a 15 australiana (Brisbane, n. 1989)

## Rugbisti a 13(1)
- Shannon Hegarty, rugbista a 13 australiano (Brisbane, n. 1979)

## Sciatrici alpine(2)
- Shannon Bloedel, ex sciatrice alpina statunitense
- Shannon Nobis, ex sciatrice alpina statunitense (Park City, n. 1972)

## Scrittori(1)
- Shannon Burke, scrittore e sceneggiatore statunitense (Wilmette, n. 1966)

## Wrestler(2)
- Daffney, wrestler statunitense (Wiesbaden, n. 1975 - Norcross, † 2021)
- Shannon Moore, wrestler statunitense (Cameron, n. 1979)

## Senza attività specificata(2)
- Shannon Bahrke, ex sciatrice freestyle statunitense (Reno, n. 1980)
- Shannon Dunn-Downing, ex snowboarder statunitense (n. 1972)